# الاینس لاندری سیستمز
الاینس لاندری سیستمز (انگلیسی: Alliance Laundry Systems) شرکت لوازم خانگی آمریکایی است، که در سال ۱۹۹۸ تأسیس شد.